# Marcel Barouh
Marcel Benjamin Barouh (* 16. Januar 1934 in Paris; † 7. Januar 2025 in Cagnes-sur-Mer, Département Alpes-Maritimes) war ein französischer Tischtennisspieler. Er wurde sechsmal französischer Meister.
Barouh gewann viermal die französischen Meisterschaften im Einzel (1958, 1960–1962) und zweimal jeweils mit Maurice Granier im Doppel (1959, 1961). 1960 wurde er mit RC France französischer Mannschaftsmeister. 1959 nahm er in Dortmund an der Weltmeisterschaft teil und kam dabei im Doppel mit Granier in die Runde der letzten 16.
Marcel Barouh starb am 7. Januar 2025 in Cagnes-sur-Mer im Alter von 90 Jahren.

## Turnierergebnisse
| Verband | Veranstaltung     | Jahr | Ort      | Land | Einzel    | Doppel    | Mixed     | Team |
| ------- | ----------------- | ---- | -------- | ---- | --------- | --------- | --------- | ---- |
| FRA     | Weltmeisterschaft | 1959 | Dortmund | FRG  | letzte 32 | letzte 16 | letzte 64 | 14   |